# 김희석 (야구 선수)
김희석(金希錫, 1990년 2월 25일 ~ )은 전 KBO 리그 삼성 라이온즈의 포수이다.

## 삼성 라이온즈시절
2014년에 입단하였다.

## 출신 학교
- 인천창영초등학교
- 재능중학교
- 제물포고등학교
- 성균관대학교